# 劉宇亮
劉宇亮（？—1642年），字季龙，号蓬玄，四川綿竹縣人，明朝政治人物，萬曆己未進士。崇禎時任內閣首輔。

## 生平
萬曆四十年（1612年）壬子科四川鄉試舉人，四十七年（1620年）登己未科進士，改庶吉士，天啓元年（1621年）授翰林院檢討。天啟二年（1622年）參與修撰《明熹宗實錄》，后授南京光祿寺卿、左春坊贊善、右春坊右諭德。崇禎年間，兼任翰林院侍讀、詹事府少詹事，嘉議大夫、兼侍讀學士。升吏部左侍郎。崇禎十年（1637年）陞任禮部尚書，兼東閣大學士。次年改文淵閣大學士，督察各鎮援兵。再兼兵部尚書。《明史》有傳。

## 事跡
劉宇亮其人短小精悍，善擊劍。在翰林院時，常與家僮角逐為樂。其性不嗜書，在館中纂修、直講、典試諸事務，皆不勝任。
在京任禮部尚書兼東閣大學士時，受徐光啟的影響，接受了西方科學文化和天主教信仰。崇禎十四年（1641年）， 他邀請義大利傳教士利類思和葡萄牙傳教士安文思在「天官府」傳道，並在當地建堂，即後來的綿竹耶穌聖心堂。綿竹的天主教会（今属天主教成都教区）也成了川南貴三省天主教会的母教會。《聖教入川記》中對劉宇亮的描述是「短小精悍，善擊劍。居翰林，常與家僮角逐為樂。性不嗜書，館中纂修、直講、典試諸事，皆不得與。」

## 家族
曾祖劉廷圭，贡生。祖父刘夔，主簿。父劉延齡，知縣。有兄劉宇烈。

## 外部鏈接
- 从三枚印章看明朝首辅刘宇亮的功过是非 （页面存档备份，存于）

| 官衔          | 官衔                        | 官衔          |
| ------------- | --------------------------- | ------------- |
| 前任： 孔貞运 | 明朝內閣首輔 1639年－1640年 | 繼任： 薛國觀 |